# SOLEIL
Pour l’article homonyme, voir Soleil (homonymie).

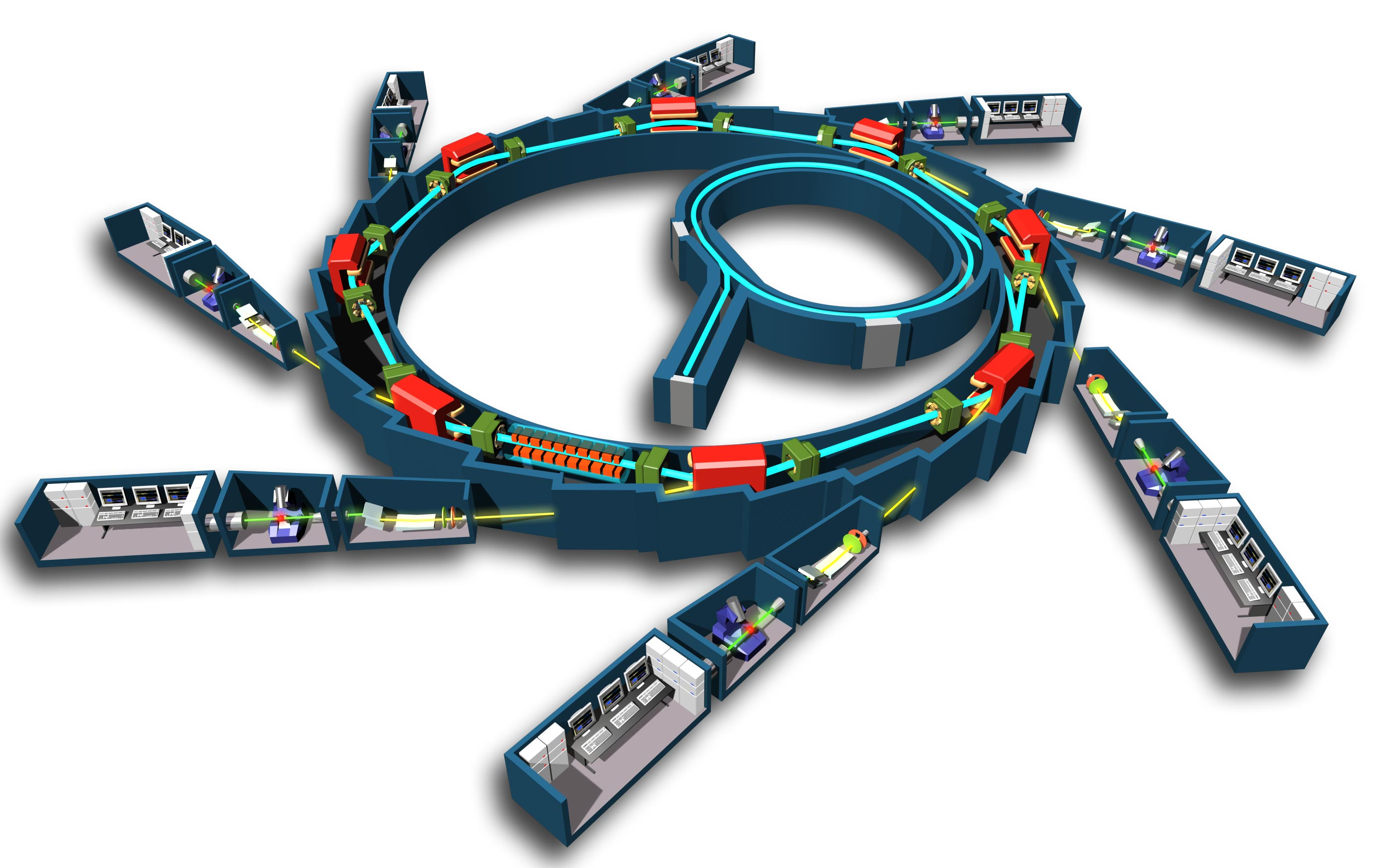
Schéma illustrant le principe : on distingue bien les différentes lignes de lumière.

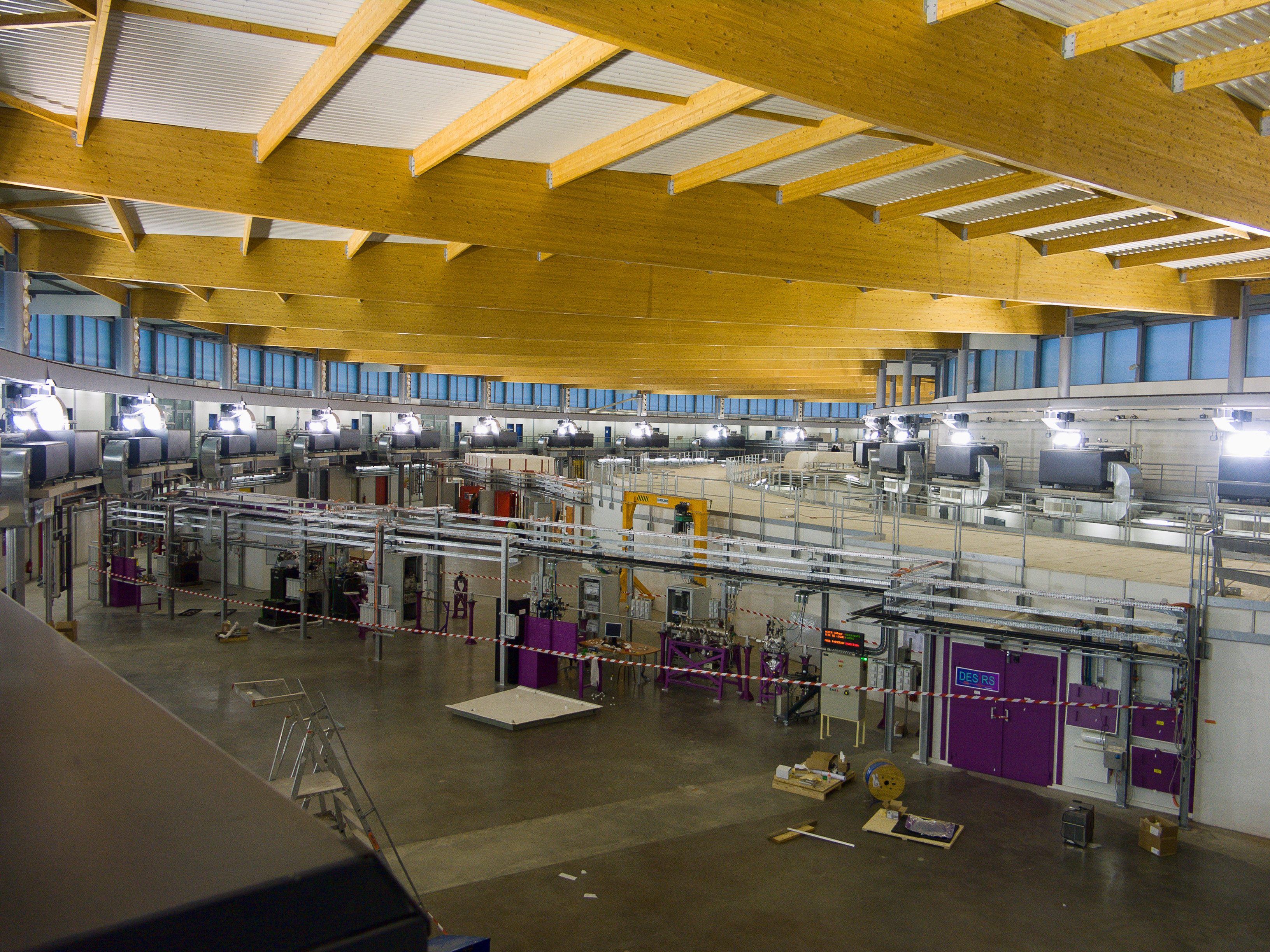
Aperçu de l'anneau et d'une ligne de lumière.

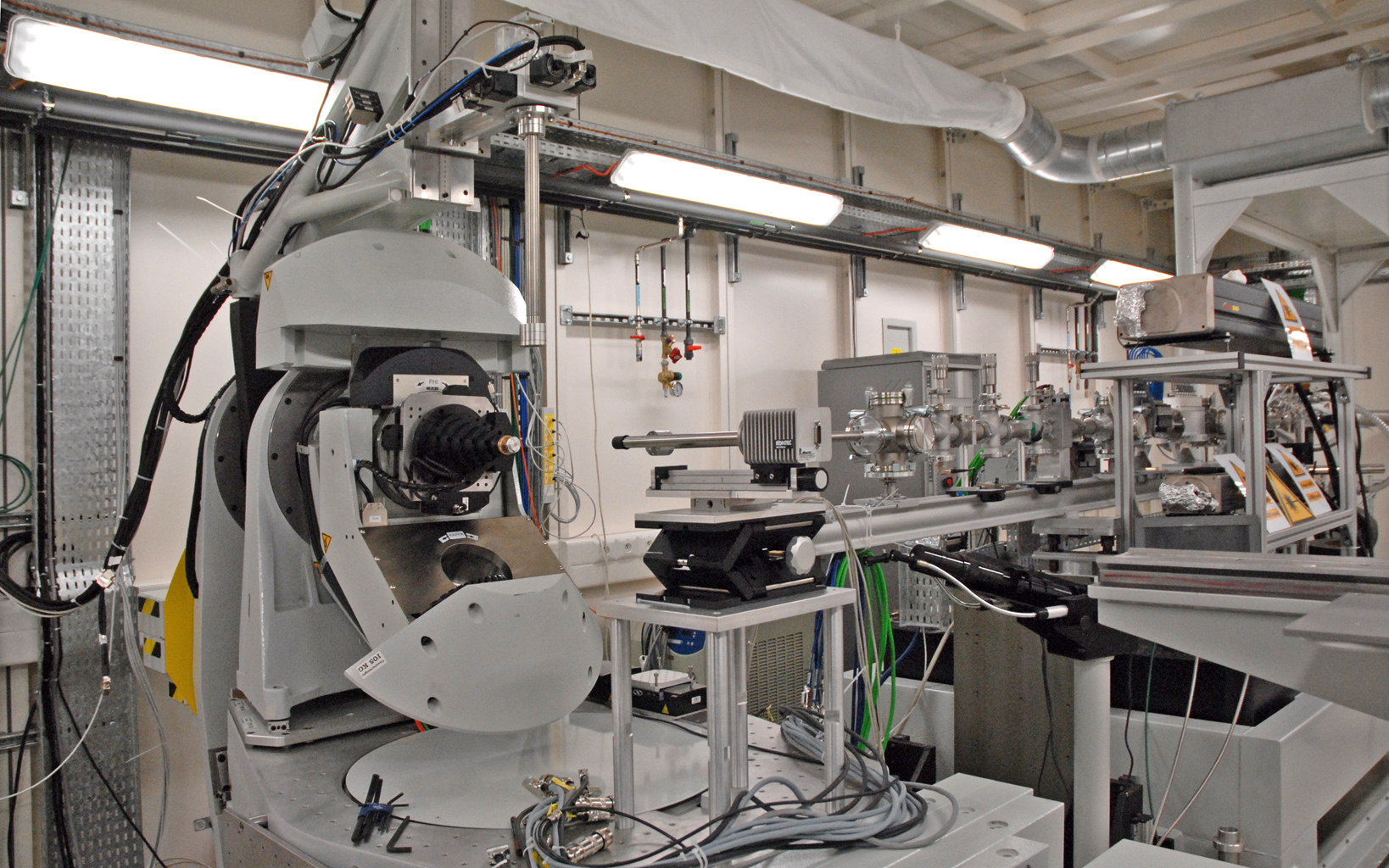
Appareils de mesure à l'extrémité d'une des lignes de lumière (DIFFABS)

SOLEIL, acronyme de « Source optimisée de lumière d'énergie intermédiaire du LURE », est un synchrotron de troisième génération optimisé dans la gamme des rayons X moyens, situé au cœur de la technopôle Paris-Saclay, en banlieue parisienne, sur la commune de Saint-Aubin.
Inauguré le 18 décembre 2006 par Jacques Chirac, il est la propriété conjointe du CEA et du CNRS et situé sur le plateau de Saclay, à Saint-Aubin (Essonne), au voisinage immédiat du centre de l'Orme des Merisiers du CEA. Il se trouve en plein cœur du regroupement technologique Paris-Saclay. Il fait partie des partenaires de l'université Paris-Saclay.
SOLEIL rend service à un grand nombre de communautés scientifiques : physique, biologie, chimie, sciences de la terre et de l'univers… jusqu'à la science des matériaux du patrimoine.
Plus de 3 000 utilisateurs viennent travailler chaque année sur les lignes de lumière.

## Caractéristiques
Sa brillance et sa gamme spectrale de compromis, liée à l'énergie de la source (2,75 GeV) – de l'infrarouge lointain jusqu'aux rayons X durs – lui permettent de couvrir une large gamme expérimentale : tomographie, fluorescence, absorption et diffraction de rayons X, spectro-microscopie infrarouge, spectroscopie ultraviolet-visible, etc.
Les électrons sont émis par un canon à électrons dans l'accélérateur linéaire de 27 mètres (LINAC) et rejoignent l'accélérateur circulaire (Booster) pour être accélérés jusqu'à une vitesse proche de celle de la lumière. Lorsqu'ils atteignent une énergie de 2,75 GeV, ils sont injectés dans l'anneau de stockage, presque circulaire, dans lequel ils tourneront en continu. Sous l'action des aimants de courbure (les dipôles), les électrons sont alors déviés de plusieurs degrés et émettent la lumière synchrotron, dans une direction tangente au rayon de courbure constituent ainsi une ligne de lumière. 29 lignes de lumière sont opérationnelles à SOLEIL.
Une ligne de lumière est une zone d'expériences composée de : 
- d'un monochromateur
- une cabine optique pour filtrer et focaliser le faisceau
- une cabine d'expérience pour disposer un échantillon à observer et les instruments de mesure
- une cabine de travail où se placent les utilisateurs pour contrôler l'expérience.

## Historique
Ce synchrotron remplace notamment les installations du LURE (Laboratoire pour l'utilisation du rayonnement électromagnétique), situé à Orsay, qui ont fermé le 19 décembre 2003.
Le nouveau synchrotron devait initialement être situé à Caen, au sein du GANIL, mais une décision du gouvernement de Lionel Jospin en 2000, a tranché en faveur de Saclay. Une vive polémique, a eu lieu entre une partie de la communauté scientifique et le ministre de la recherche Claude Allègre, fortement opposé au projet, préférant participer au projet britannique Diamond Light Source.
Le premier faisceau du synchrotron a été stocké le 2 juin 2006 et les premiers utilisateurs ont été accueillis début 2008.

## Statut
Administrativement, le synchrotron SOLEIL est une entreprise publique créée sous la forme d'une société civile, dont les membres sont le CNRS (72 %) et le CEA (28 %). La Région Île-de-France, le Conseil général de l'Essonne ainsi que la Région Centre-Val de Loire sont également fortement impliqués dans le projet, notamment en finançant une grande partie de sa construction.
Très grand instrument de recherche au service de la communauté scientifique et de l'industrie, SOLEIL est aussi un lieu de diffusion de la culture scientifique. À ce titre, SOLEIL se visite et propose également des animations pédagogiques pour les enseignants et leurs élèves.

## Evolution vers SOLEIL II
Le projet de mise à jour du Synchrotron Soleil a été initié en 2020 avec de multiples objectifs comme l'amélioration de ses performances, une plus grande rapidité des expériences ou une empreinte écologique diminuée. Le démarrage des accélérateurs de SOLEIL II est prévu pour 2030, avec une montée en puissance jusqu’en fin 2035.